# Gobbo Saragiolo
Francesco Santini, meglio noto come Gobbo Saragiolo (Montalcino, 14 dicembre 1809 – Siena, 17 ottobre 1865), è stato un fantino italiano.
Noto anche come "Gobbino del Ciaj", è tuttora il più vincente della storia del Palio di Siena con quindici successi, insieme con Mattia Mancini detto Bastiancino.

## Biografia
Francesco Santini nasce a Montalcino da Giuseppe di Antonio Santini e da Teresa di Angelo Martini. Maniscalco di professione (mestiere ereditato dal padre), corse il Palio di Siena ben cinquantanove volte tra il 1823 ed il 1860. Vestì i giubetti di quattordici Contrade, solo Aquila, Civetta e Lupa non lo montarono mai. Piccolo (una stampa dell'epoca, in occasione della prima vittoria, lo descrive alto 2 braccia, cioè circa 120 cm, e di 80 libbre di peso, cioè appena 36 kg) e gobbo (per questo il soprannome), incantava Siena con la sua abilità col nerbo, la sua freddezza e la sua capacità di vincere anche con barberi di poche pretese trasformandoli in campioni, doti che ne fecero un mito anche presso i suoi contemporanei.
In Piazza del Campo esordì giovanissimo: non ancora quattordicenne (è tuttora il fantino più giovane ad aver vinto il Palio) difese i colori della Chiocciola al Palio della Madonna di Provenzano del 1823, riportando una sorprendente vittoria sul baio scuro di Stanislao Pagliai, uno dei cavalli più vittoriosi della storia del Palio di Siena. Dovettero però passare sei anni prima di rivederlo vincere: cosa che fece alla grande, conquistando il proprio cappotto personale nel 1829.
Il 14 aprile 1830 si sposò con Settimia di Vincenzo Puttini e Orsola Vanno (originaria di Piancastagnaio), nella Parrocchia di S.Salvatore in S.Agostino.
Le Contrade quasi lo pagavano a peso d'oro per averlo. Tra tutte la contesa tra le due grandissime rivali Oca e Torre, che già all'epoca si davano battaglia per guadagnare il maggior prestigio cittadino. Le dirigenze dei due rioni cercarono in ogni modo di guadagnarsi la fiducia del Gobbo Saragiolo. Ma lui, ambendo per lo più al denaro e lontano da ogni tipo di influenza contradaiola, vestì sia il giubbetto di Salicotto che quello di Fontebranda: per l'Oca corse nove Palii (vincendone tre), per la Torre ne corse 11 (vincendone cinque).
Il suo più grande rivale in Piazza fu Francesco Bianchini detto Campanino: i loro scontri andarono ben oltre la corsa, sfociando in un grave episodio di cronaca. Accadde infatti che nel novembre 1838 proprio Campanino fu coinvolto in una rissa in occasione di una corsa a Castelnuovo Berardenga, e provocò l'uccisione del barbaresco del Gobbo Saragiolo. Lo stesso Gobbo si rese protagonista di alcune scorrettezze nei confronti degli altri fantini; basti citare l'aneddoto riguardante il Palio dell'agosto 1832: il Gobbo si insaponò completamente dalla testa ai piedi, perché se mai fosse stato inseguito dagli altri fantini avrebbe potuto evitare di essere preso. Naturalmente fu proprio il Gobbo a vincere quel Palio. In generale, il Gobbo non era amato dai suoi colleghi: come riportato dagli storici, «è odiato da tutti i fantini perché fa delle prepotenze».
Il Gobbo Saragiolo visse nell'esclusivo interesse per i soldi. Che fosse un autentico mercenario non vi era dubbio: quando nel 1855, correndo per la Selva con uno dei cavalli favoriti, andò di proposito dritto a San Martino, ai delusi quanto irati selvaioli ribatté «Ma che dovevo vincere per voialtri miserioni che mi davi 140 monete, quando ne ho guadagnate 170?». In seguito a questi fatti fu avviato un procedimento giudiziario, perché il fantino pretendeva il compenso pattuito con la Selva; l'esito si ebbe nel febbraio 1860, e fu sfavorevole a Santini, il quale fu condannato a risarcire la Contrada.
Concluse la sua carriera il 2 luglio 1860, correndo per la Torre a ben cinquantuno anni di età. Successivamente al ritiro, si stabilì nel territorio dell'Onda in Vicolo delle Lupaje (corrispondente alla zona nei pressi dell'attuale Via Duprè), aprendo anche una locanda.
Morì il 17 ottobre 1865 a Siena, nella zona di S.Pietro in Castelvecchio.

## Presenze al Palio di Siena
Dopo Francesco Bianchini detto Campanino, ed insieme a Niccolò Chiarini detto Caino, è il fantino ad aver corso più Palii consecutivamente: trentaquattro nel periodo compreso tra il 1823 e il 1842. Di seguito, l'elenco di tutte le sue partecipazioni.
Le vittorie sono evidenziate ed indicate in neretto.
| Palio           | Contrada     | Cavallo                          |
| --------------- | ------------ | -------------------------------- |
| 2 luglio 1823   | Chiocciola   | Baio scuro di S. Pagliaj         |
| 16 agosto 1826  | Tartuca      | Grigio di S. Felli               |
| 2 luglio 1827   | Tartuca      | Baio di G. Magnelli (scosso)     |
| 17 agosto 1827  | Selva        | Grigio di S. Felli               |
| 2 luglio 1828   | Chiocciola   | Morello di C. Cubattoli          |
| 17 agosto 1828  | Oca          | Grigio di S. Felli               |
| 2 luglio 1829   | Torre        | Morello di P. Coppi              |
| 16 agosto 1829  | Valdimontone | Morello di G. Straccali          |
| 2 luglio 1830   | Onda         | Morello di P. Coppi              |
| 16 agosto 1830  | Oca          | Grigio di A. Garuglieri          |
| 3 luglio 1831   | Oca          | Baio di G. Gentili               |
| 16 agosto 1831  | Tartuca      | Baio di A. Agnelli               |
| 2 luglio 1832   | Onda         | Morello di P. Coppi (scosso)     |
| 16 agosto 1832  | Oca          | Morello di P. Coppi              |
| 2 luglio 1833   | Oca          | Morello di S. Felli              |
| 18 agosto 1833  | Valdimontone | Baio di F. Gigli                 |
| 2 luglio 1834   | Oca          | Morello di G. Batazzi            |
| 17 agosto 1834  | Selva        | Baio di A. Sucini                |
| 2 luglio 1835   | Giraffa      | Morello di D. Bruttini           |
| 17 agosto 1835  | Torre        | Morello di L. Jacopi             |
| 3 luglio 1836   | Valdimontone | Morello di G. Soldatini (scosso) |
| 16 agosto 1836  | Bruco        | Baio di G. Soldatini             |
| 2 luglio 1837   | Selva        | Morello di A. Lippi (scosso)     |
| 16 agosto 1837  | Bruco        | Morello di G. Ceccarelli         |
| 2 luglio 1838   | Chiocciola   | Morello di F. Bandini            |
| 16 agosto 1838  | Drago        | Morello di A. Rogani             |
| 2 luglio 1839   | Torre        | Baio di F. Gonzi                 |
| 16 agosto 1839  | Torre        | Morello di B. Buoni              |
| 2 luglio 1840   | Selva        | Baio di A. Rogani                |
| 16 agosto 1840  | Drago        | Baio di N. Bianciardi            |
| 2 luglio 1841   | Drago        | Morello di S. Rogani (scosso)    |
| 16 agosto 1841  | Chiocciola   | Morello di L. Bizzarri (scosso)  |
| 17 agosto 1841  | Chiocciola   | Morello maltinto del Barbetti    |
| 3 luglio 1842   | Torre        | Baio di B. Barbetti (scosso)     |
| 16 agosto 1843  | Torre        | Morello di A. Riccucci           |
| 2 luglio 1844   | Torre        | Morello di C. Mantovani          |
| 16 agosto 1844  | Oca          | Morello di G. B. Bernini         |
| 2 luglio 1845   | Selva        | Morello di P. Giannelli (scosso) |
| 17 agosto 1845  | Torre        | Morello del Barbetti             |
| 2 luglio 1846   | Valdimontone | Morello di L. Barbetti           |
| 16 agosto 1846  | Istrice      | Morello di R. Buonisignori       |
| 4 luglio 1847   | Nicchio      | Morello di L. Riccucci (scosso)  |
| 16 agosto 1847  | Torre        | Baio di F. Pisani                |
| 15 agosto 1848  | Onda         | Grigio di A. Grassellini         |
| 2 luglio 1849   | Leocorno     | Baio di S. Giabbani              |
| 16 agosto 1849  | Onda         | Morello di L. Barbetti           |
| 21 ottobre 1849 | Oca          | Morello di G. Casini             |
| 16 agosto 1850  | Drago        | Morello di A. Fioravanti         |
| 3 luglio 1851   | Istrice      | Morello di L. Grandi             |
| 17 agosto 1851  | Bruco        | Morello di A. Paolini (scosso)   |
| 16 agosto 1852  | Oca          | Morello di L. Barbetti           |
| 3 luglio 1853   | Torre        | Baio di P. Bandini               |
| 2 luglio 1854   | Pantera      | Morello di G. Senesi             |
| 16 agosto 1854  | Chiocciola   | Baio di M. Amaddii (scosso)      |
| 2 luglio 1855   | Selva        | Morello di M. Guglielmi          |
| 2 luglio 1856   | Drago        | Morello di G. Marcucci           |
| 2 luglio 1857   | Pantera      | Baio di N. Bianciardi            |
| 27 aprile 1860  | Istrice      | Morello di V. Piazzesi           |
| 2 luglio 1860   | Torre        | Morello di R. Rocchigiani        |